# Llista de sants patrons de Mallorca
Llista de sants patrons de Mallorca. En negreta quan coincideix el patró amb el titular de l'església principal de la localitat.
| Localitat             | Patró                       | Copatró                      | També venerats               |
| --------------------- | --------------------------- | ---------------------------- | ---------------------------- |
| Alaró                 | Sant Roc                    | Sant Pere                    | Mare de Déu del Refugi       |
| Alcúdia               | Sant Jaume                  | Mare de Déu de la Victòria   |                              |
| Algaida               | Sant Honorat                | Sant Jaume                   |                              |
| L'Alqueria Blanca     | Sant Josep                  | Sant Roc                     |                              |
| Andratx               | Sant Pere                   | Mare de Déu dels Àngels      | Sant Bartomeu                |
| L'Arenal              | Sant Cristòfol              |                              |                              |
| Ariany                | Mare de Déu d'Atotxa        | Sant Gaietà                  |                              |
| L'Arracó              | Sant Agustí                 |                              | Mare de Déu de la Trapa      |
| Artà                  | Sant Salvador               | Mare de Déu de Sant Salvador | Sant Antoni                  |
| Banyalbufar           | Nativitat de Maria          |                              |                              |
| Biniagual             | Sant Gall                   |                              |                              |
| Biniali               | Sant Cristòfol              |                              |                              |
| Biniamar              | Santa Tecla                 |                              |                              |
| Biniaraix             | Mare de Déu Morta           |                              |                              |
| Biniarroi             | Sant Vicenç Ferrer          |                              |                              |
| Binibona              | Mare de Déu del Carme       |                              |                              |
| Binissalem            | Sant Jaume                  |                              |                              |
| Búger                 | Sant Pere                   |                              |                              |
| Bunyola               | Sant Mateu                  | Mare de Déu de la Neu        |                              |
| La Cabaneta           | Mare de Déu de Marratxí     |                              |                              |
| Cabrera               | Santa Peronella             |                              |                              |
| Caimari               | Mare de Déu Morta           | Immaculada Concepció         |                              |
| Cala Bona             | Mare de Déu del Carme       |                              |                              |
| Cala Figuera          | Mare de Déu del Carme       |                              |                              |
| Cala Millor           | Mare de Déu dels Àngels     |                              |                              |
| Cala d'Or             | Santa Maria de la Mar       |                              |                              |
| Cala Rajada           | Sant Roc                    | Mare de Déu del Carme        |                              |
| Cala Tuent            | Sant Llorenç                |                              |                              |
| La Calobra            | Sant Llorenç                |                              |                              |
| Calonge               | Sant Miquel                 |                              |                              |
| Cals Concos           | Sant Nicolau de Tolentí     |                              |                              |
| Calvià                | Sant Joan                   | Sant Jaume                   | Sant Sebastià                |
| Can Picafort          | Mare de Déu Morta           |                              |                              |
| Campanet              | Sant Victorià               | Sant Miquel                  |                              |
| Campos                | Sant Julià                  | Sant Blai                    |                              |
| Capdepera             | Sant Bartomeu               | Mare de Déu de l'Esperança   |                              |
| El Capdellà           | Mare de Déu del Carme       | Sant Sebastià                |                              |
| El Carritxó           | Sant Antoni                 |                              |                              |
| Colònia de Sant Pere  | Sant Pere                   |                              |                              |
| Colònia de Sant Jordi | Sant Jordi                  |                              |                              |
| Consell               | Sant Bartomeu               |                              |                              |
| Costitx               | Mare de Déu de Costitx      | Sant Sebastià                |                              |
| Deià                  | Sant Joan                   | Sant Sebastià                |                              |
| Escorca               | Sant Pere                   |                              |                              |
| Esporles              | Sant Pere                   |                              |                              |
| Establiments          | Sant Jaume                  |                              |                              |
| Estellencs            | Sant Joan Degollat          | Santa Rosa de Lima           |                              |
| Felanitx              | Santa Margalida             | Sant Agustí                  | Mare de Déu de Sant Salvador |
| Fornalutx             | Nativitat de Maria          |                              |                              |
| Galilea               | Nativitat de Maria          |                              |                              |
| L'Horta (Felanitx)    | Sant Isidre                 |                              |                              |
| L'Horta (Sóller)      | Mare de Déu de la Victòria  |                              |                              |
| L'Illot (Manacor)     | Mare de Déu Morta           |                              |                              |
| Inca                  | Sant Abdon i Sant Senén     | Santa Maria Major            | Santa Magdalena              |
| Jornets               | Sant Josep                  |                              |                              |
| Els Llombards         | Immaculada Concepció        | Sant Domènec                 |                              |
| Lloret                | Sant Domènec                | Mare de Déu de Loreto        |                              |
| Lloseta               | Mare de Déu de Lloseta      |                              |                              |
| Llubí                 | Sant Feliu                  |                              |                              |
| Llucalcari            | Mare de Déu Morta           |                              |                              |
| Llucmajor             | Santa Càndida               | Sant Miquel                  | Mare de Déu de Gràcia        |
| Manacor               | Sant Jaume                  | Sant Antoni                  |                              |
| Mancor                | Sant Joan                   | Santa Llucia                 |                              |
| Maria                 | Mare de Déu de la Salut     |                              |                              |
| Marratxí              | Sant Marçal                 |                              |                              |
| Montuïri              | Sant Bartomeu               |                              | Mare de Déu de la Pau        |
| Moscari               | Santa Anna                  |                              |                              |
| Muro                  | Sant Joan                   |                              |                              |
| Orient                | Sant Jordi                  |                              |                              |
| Palma                 | Sant Sebastià               | Mare de Déu de la Salut      |                              |
| Palmanyola            | Mare de Déu Morta           |                              |                              |
| Petra                 | Santa Praxedis              | Sant Juníper                 | Mare de Déu de Bonany        |
| Pina                  | Sant Cosme i Sant Damià     |                              |                              |
| Platges de Muro       | Sant Albert el Gran         |                              |                              |
| La Pobla              | Sant Jaume                  | Santa Margalida              | Sant Antoni                  |
| Pollença              | Mare de Déu dels Àngels     | Sant Antoni                  | Sant Sebastià                |
| Porreres              | Sant Joan                   | Sant Joan Evangelista        | Sant Roc                     |
| Port d'Alcúdia        | Sant Pere                   |                              |                              |
| Port d'Andratx        | Mare de Déu del Carme       |                              |                              |
| Port del Canonge      | Sant Jaume                  |                              |                              |
| Port de Pollença      | Mare de Déu del Carme       | Sant Pere                    |                              |
| Port de Sóller        | Sant Pere                   |                              |                              |
| Portocolom            | Sant Jaume                  | Mare de Déu del Carme        |                              |
| Portocristo           | Mare de Déu del Carme       |                              |                              |
| Pòrtol                | Mare de Déu del Carme       |                              |                              |
| Portopetro            | Sant Joan                   |                              |                              |
| Puigpunyent           | Mare de Déu Morta           | Sant Roc                     |                              |
| Randa                 | Sant Isidre                 |                              |                              |
| Ruberts               | Mare de Déu del Carme       |                              |                              |
| La Ràpita             | Mare de Déu del Carme       |                              |                              |
| Les Salines           | Sant Bartomeu               | Sant Pere                    |                              |
| Sant Elm              | Santa Catalina Tomàs        |                              |                              |
| Sant Joan             | Sant Joan Degollat          |                              | Mare de Déu de la Consolació |
| Sant Jordi            | Sant Jordi                  |                              |                              |
| Sant Llorenç          | Sant Llorenç                | Sant Joan                    |                              |
| Santa Eugènia         | Santa Eugènia               | Mare de Déu de Lorda         |                              |
| Santa Margalida       | Santa Margalida             | Sant Mateu                   |                              |
| Santa Maria           | Santa Margalida             | Mare de Déu del Camí         |                              |
| Santanyí              | Sant Andreu                 | Sant Jaume                   | Mare de Déu de la Consolació |
| Secar de la Real      | Sant Bernat                 |                              |                              |
| Selva                 | Sant Llorenç                |                              |                              |
| Sencelles             | Santa Àgueda                | Mare de Déu Morta            | Beata Francinaina Cirer      |
| Sineu                 | Sant Marc                   | Sant Roc                     |                              |
| Sóller                | Sant Bartomeu               |                              |                              |
| Son Carrió            | Aparició de Sant Miquel     |                              |                              |
| Son Macià             | Sant Antoni                 |                              |                              |
| Son Sardina           | Dolç Nom de Maria           |                              |                              |
| Son Serra             | Santa Maria Reina de la Pau |                              |                              |
| Son Servera           | Sant Joan                   | Sant Ignaci                  |                              |
| Valldemossa           | Santa Catalina Tomàs        | Sant Bartomeu                |                              |
| Vilafranca            | Santa Bàrbara               |                              | Mare de Déu de Bonany        |